# Блюменталь, Казимир фон

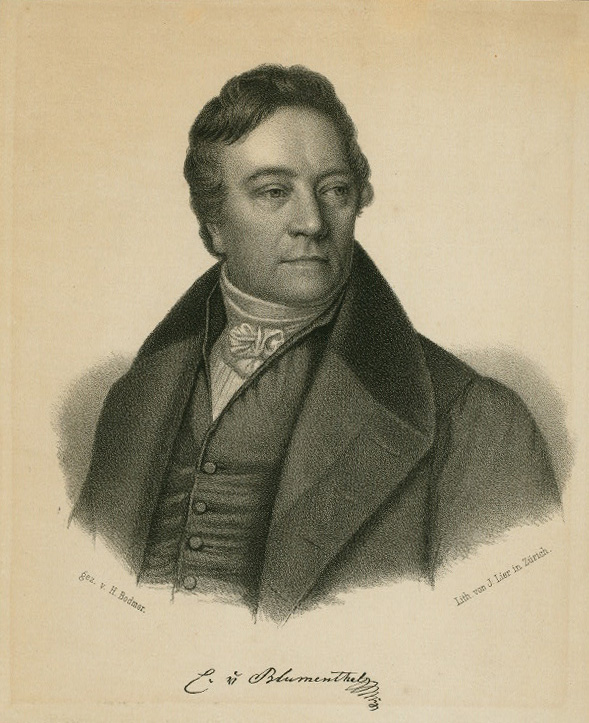

Казимир фон Блюменталь (нем. Casimir von Blumenthal; 1787, Брюссель — 22 июля 1849, Лозанна) — швейцарский композитор и дирижёр.
Родился в семье барона Йозефа фон Блюменталя и баронессы Марии Терезы, в девичестве носившей фамилию Малабрек. Отец, работавший на австрийское правительство, взял с собой семью и сбежал в Прагу, спасаясь от пламени Брабантской революции. Юный Казимир учился у аббата Фоглера со своими братьями, Леопольдом и Йозефом, игре на скрипке. Перед тем как в 1803 году отправиться в Прагу для написания оперы Самори, аббат порекомендовал юных скрипачей директору театра Ан дер Вин. Так началась профессиональная карьера Казимира. За 17 лет он смог стать преподавателем музыки и дирижёром, руководил оркестрами в Вене, Праге, Брюнне и Прессбурге, пока в 1821 г. не обосновался в Цюрихе, возглавив оркестр Цюрихского музыкального общества. В 1826 и 1838 году он дирижировал на Швейцарском Музыкальном Фестивале С 1834 г. Казимир дирижировал также и операми в городском театре, при открытии которого была исполнена его увертюра на темы швейцарских народных песен. В 1846 г. вышел в отставку, а в 1849 году скончался в Лозанне.
Его брат Йозеф (1782 — 1856) также стал выдающимся композитором и музыкальным педагогом.